# La triple muerte del tercer personaje
La triple muerte del tercer personaje (estrenada a França com La triple mort du troisième personnage) és una pel·lícula de ficció política, rodada inicialment en francès, de coproducció entre Espanya, França, Bèlgica i Xile, escrita i dirigida pel director xilè Helvio Soto i protagonitzada per l'actor espanyol José Sacristán. Fou estrenada a Espanya el 15 de juny de 1981 i a França el 17 de març de 1982.

## Sinopsi
Després d'haver passat dos anys a la presó a Amèrica Llatina, un home és perseguit per agents internacionals que volen assassinar-lo. Sense saber exactament què és el que passa, el protagonista s'adona que el volen matar perquè el llibre que va escriure sobre la seva estada a la presó inclou unes claus secretes que no havien de ser revelades. Ell, que ho va fer per atzar, s'adona que corre un greu perill. Un a un, els personatges de la novel·la van sent eliminats perquè el misteriós secret es mantingui amagat per sempre.

## Repartiment
- José Sacristán... Le Latino-Américain
- André Dussollier... Marcel
- Marcel Dossogne... André
- Patricia Guzmán... Carolina
- Vincent Grass
- Rafael Anglada... Le copiste
- Roland Mahauden... L'agent inconnu
- Brigitte Fossey... La française

## Recepció
Fou exhibida per primer cop el 17 de setembre de 1979 durant el Festival Internacional de Cinema de Sant Sebastià 1979, on va formar part de la selecció oficial. Posteriorment fou exhibida a la I edició de la Mostra de València.